# Estación De La Canal
De La Canal es una estación ferroviaria ubicada en el Partido de Tandil, en la Provincia de Buenos Aires, Argentina.

## Infraestructura y Servicios
Es una pequeña estación del ramal perteneciente al Ferrocarril General Roca, desde la estación Las Flores hasta la estación Tandil.
Respecto a la infraestructura, esta estación se encuentra en un buen estado de conservación. Cabe destacar, que es de un estilo igualitario a la Estación Abbott, del ramal Plaza Constitución-Bahía Blanca.
Se encuentra actualmente sin operaciones de pasajeros. Por sus vías transitó el servicio Constitución-Tandil de la empresa Ferrobaires entre 2012 y el 30 de junio de 2016.
Sus vías están concesionadas a la empresa privada de cargas Ferrosur Roca.

## Ubicación
Se ubica en la localidad homónima, en el Partido de Tandil. Esta estación, se encuentra a unos 20 km en línea recta al norte de la capital del partido: la ciudad de Tandil.